# 25142 Hopf
25142 Hopf è un asteroide della fascia principale. Scoperto nel 1998, presenta un'orbita caratterizzata da un semiasse maggiore pari a 2,7521643 UA e da un'eccentricità di 0,0626136, inclinata di 4,34714° rispetto all'eclittica.